# Amadeo Carrizo
Amadeo Raúl Carrizo (født 12. juni 1926 i Rufino, Argentina, død 20. marts 2020) var en argentinsk fodboldspiller (målmand).
Han spillede på klubplan stort set hele sin karriere hos den argentinske storklub River Plate, som han var tilknyttet i 23 år. I denne periode var han med til at vinde seks argentinske mesterskaber.
Carrizo spillede desuden 20 kampe for det argentinske landshold. Han spillede blandt andet alle sit holds tre kampe under VM i 1958 i Sverige.

## Titler
Primera División de Argentina
- 1947, 1952, 1953, 1955, 1956 og 1957 med River Plate